# ArcelorMittal
ArcelorMittal S.A. è un colosso industriale mondiale, operante nel settore dell'acciaio, nato dalla fusione di due tra le più grandi aziende del settore, la Arcelor e la Mittal Steel Company, avvenuta nel 2006. Il quartier generale si trova nella città di Lussemburgo. Oltre ad essere il più grande produttore d'acciaio, è anche attivo nel mercato della fornitura di acciaio per l'industria automobilistica e per i settori delle costruzioni, degli elettrodomestici e degli imballaggi.
È quotata presso le Borse di: Parigi (MT), Amsterdam (MT), New York (MT), Bruxelles (MT), Lussemburgo (MT) e Madrid (MTS). Le sue azioni sono incluse in più di 120 indici borsistici, tra cui: DJ STOXX 50, Euro Stoxx 50, CAC 40, AEX, FTSE Eurotop 100, MSCI Pan-Euro, DJ Stoxx 600, S&P Europe 500, Bloomberg World Index, IBEX 35 e NYSE Composite.

## Storia
ArcelorMittal nasce nel 2006 quando la multinazionale indiana Mittal Steel Company rileva al costo di 40,37 euro per azione (circa 33 miliardi di dollari in totale) il produttore dell'acciaio dell'Europa occidentale Arcelor (Spagna, Francia e Lussemburgo). L'acquisizione viene effettuata attraverso un'offerta pubblica di acquisto ostile lanciata dopo il fallimento di una precedente fusione pianificata tra Arcelor e Severstal' a causa della mancanza di un'approvazione sufficiente da parte degli azionisti. L'impresa risultante dalla fusione prende il nome di ArcelorMittal con la sede centrale nella città di Lussemburgo e una produzione di circa il 10% dell'acciaio mondiale, cosa che la rende di gran lunga la più grande azienda siderurgica del mondo. I ricavi totali nel 2007 sono di 105 miliardi di dollari.
A seguito di un'indagine avviata per la prima volta nel 2008, nell'agosto 2016 la Commissione per la concorrenza sudafricana ha dichiarato la società colpevole di fissazione dei prezzi. ArcelorMittal è stata multata per 110,9 milioni di dollari, e come parte dell'accordo ha anche deciso di investire R4.64 miliardi di capitale in cinque anni. Secondo i risultati, l'azienda faceva parte di un gruppo di 17 membri dell'acciaio soprannominato "Club Zürich" che in seguito è diventato noto come "Club Europe". Tra il gennaio 1984 e il settembre 2002, le aziende hanno fissato i prezzi e scambiato informazioni aziendali riservate.
Nel 2019 ha acquisito in una joint venture insieme a Nippon Steel per 5,9 miliardi di dollari l'indiana Essar Steel, in amministrazione controllata ed ex controllata dai miliardari Shashi e Ravi Ruia. Ad Acelor il 60%, ai giapponesi il 40%.
Nel gennaio 2021 Lakshmi Mittal ha ceduto al figlio Aditya l'incarico di A.D. del gruppo ma rimane presidente esecutivo.

## Azionisti
Uomo chiave dell'azienda è il multimiliardario indiano Lakshmi Mittal che detiene il 37,4% del gruppo: è presidente esecutivo e ha il potere di nominare 6 dei 18 membri del consiglio di amministrazione. Altri 6 membri vengono nominati da Arcelor, mentre i rimanenti 6 membri vengono divisi in parti uguali tra gli azionisti della compagnia e i dipendenti.

## Dati economici
L'azienda ha una produzione che arriva a 114 milioni di tonnellate complessive di acciaio ogni anno. Il suo fatturato supera nel 2016 i 51 miliardi di euro e la compagnia fornisce ai proprietari utili netti per circa 1 miliardo e mezzo. La capitalizzazione di mercato è pari a circa 26 miliardi di euro.
Nel 2018 i ricavi hanno superato i 76 miliardi di dollari rispetto ai 68,67 del 2017, Ebitda di 10,26 miliardi (+22,1%) e utile netto di 5,14 miliardi (con un aumento del 12,7% rispetto ai 4,56 miliardi del 2017).
Dopo gli altoforni di Polonia, Spagna e Germania, nel 2020 il gruppo ha annunciato lo spegnimento di quelli di Fos-sur-Mer.